# Gaglioppo

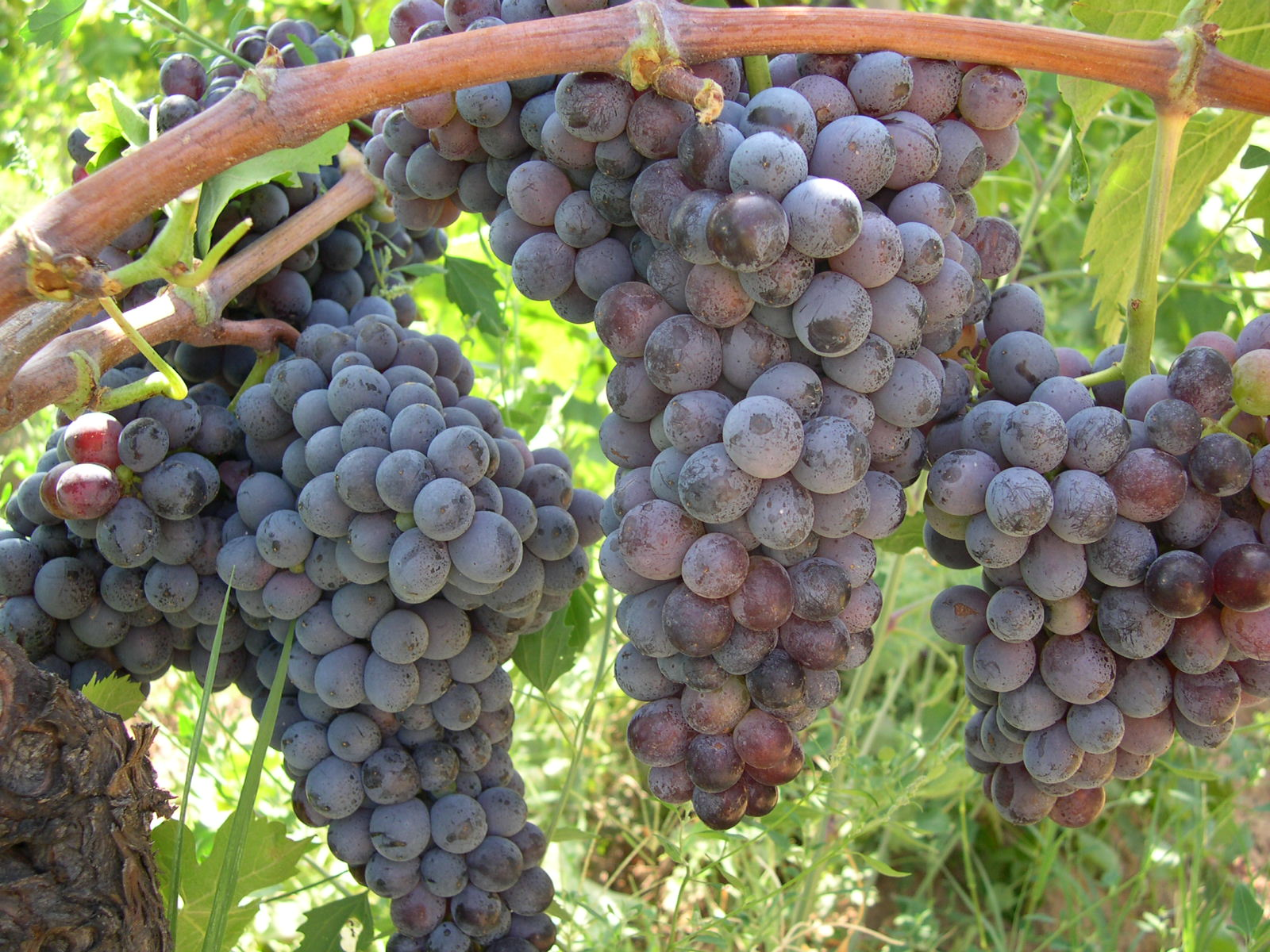
Kiście winogron gaglioppo

Gaglioppo – czerwona odmiana winorośli, charakterystyczna dla Kalabrii we Włoszech.

## Charakterystyka
Szczep był znany i uprawiany od czasów starożytnych; produkowane z niego wino zwycięzcy antycznych olimpiad otrzymywali jako trofeum i składali w podzięce bogom. Przez długi czas uważano, że ojczyzną szczepu gaglioppo jest Grecja, ale ostatnie badania DNA wskazują na Włochy. Badacze wskazują także na bliskie pokrewieństwo gaglioppo z sangiovese; według jednej z hipotez gaglioppo jest krzyżówką sangiovese z mantonico di bianco.
Odmiana dobrze znosi suchy klimat. Grona zawierają dużo cukrów i w konsekwencji wino jest bogate w alkohol. Kiście są gęste, grona czerwonoczarne, soczyste, o neutralnym smaku.
Gaglioppo dojrzewa późno. Zbiór przeprowadza się z reguły od trzeciego tygodnia września do pierwszego tygodnia października. Odmiana jest odporna na suszę i mrozy, ale podatna na mączniaka prawdziwego i rzekomego.

## Wina
Wina ze szczepu gaglioppo cechują się wysokim poziomem alkoholu i pełnym smakiem z wyczuwalnymi garbnikami. Czasami są zmiękczane przez dodatek niewielkiej ilości białego wina.
Gaglioppo jest podstawą wina cirò (przepisy wymagają udziału 95–100% gaglioppo w czerwonym cirò), a także ważnym składnikiem win produkowanych pod innymi apelacjami południowych Włoch: DOC Bivongi, Donnici, Lamezia, Melissa, Pollino, Savuto, Sant’Anna di Isola Capo Rizzuto, Scavigna, Verbicaro, a także Faro na Sycylii.
Organizatorzy olimpiady w Meksyku w 1968 roku, w nawiązaniu do tradycji starożytnych zawodów serwowali do posiłków wino cirò, które w czerwonej wersji opiera się na winogronach gaglioppo.

## Synonimy
Szczep jest znany także pod następującymi nazwami: aglianico di cassano, arvino, gaglioppa, gaglioppa nera, gaglioppo di cirò, gaglioppo nero, gaglioppo paesano, gagliuoppo, gaioppo, galaffa, gallaffa, galloffa, galloppo, galloppolo, galoffa, lacrima (lacrima di cosenza albo lacrima nero), lancianese, maghioccu nero, magliocco, magliocco antico, magliocco dolce, magliocco ovale, magliocco Tondo, magliocolo nero, maioppa, mantonico nero, montonico nero i uva navarra.